# Rallye Sestriere

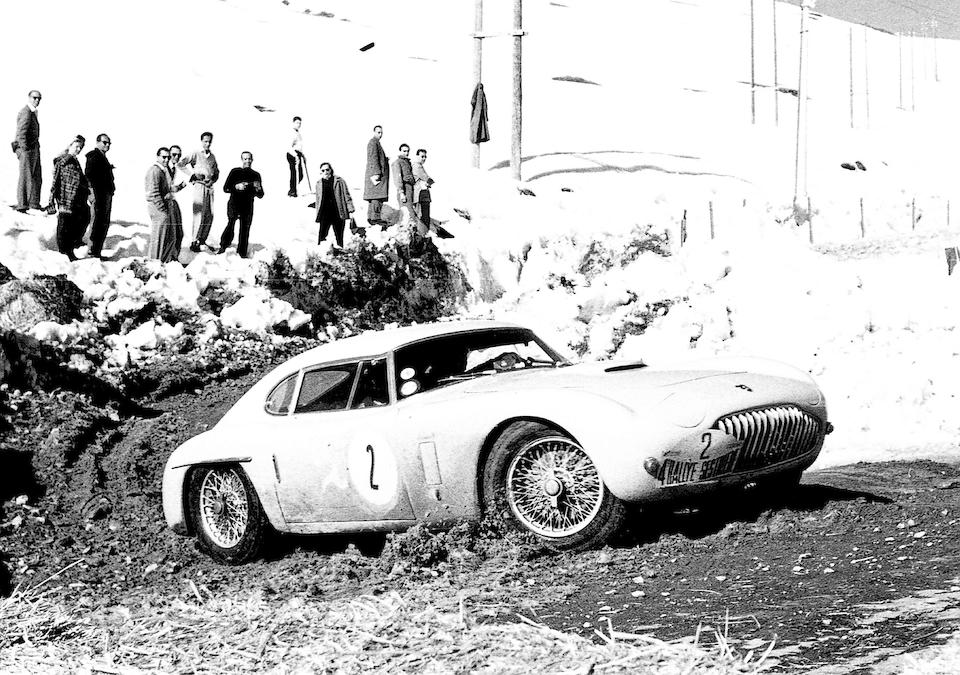
Ceccaroni auf Siata 208 CS bei der Rallye Sestriere 1953

Die Rallye Sestriere (italienisch Rallye del Sestriere) war eine Rallyesport-Veranstaltung, die der Automobilclub Turin in den 1950er Jahren jeweils im Februar organisierte. Die rund 1800 km lange Rundstrecke führte ausgehend von Sestriere über Bologna und Rom. Wichtiger Förderer war seinerzeit Emilio Christillin, der auch Vorsitzender des Automobilclubs Turin war und den ersten Lauf in seinem Lancia Aprilia gewann.
In den zehn Ausgaben der Rallye Sestriere nahm eine Vielzahl von Werksteams und Piloten teil.
Bei der 11. Auflage der Rallye Sestriere, die gleichzeitig ein Lauf der Europäischen Rallye-Meisterschaft war, wurde die zweite Runde des Straßenrennens wenige Stunden vor dem Start von den italienischen Behörden untersagt. Das Verbot wurde mit Sicherheitsbedenken begründet.
In der Folge wurde die Rallye Sestriere in verschiedenen Formen und Strecken wiederbelebt, ohne jedoch die ursprüngliche sportliche Relevanz zu erlangen. In den Jahren 1970 und 1971 wurde die Rallye Sestriere mit der Rallye San Remo zusammengelegt und war als Rallye Italien Bestandteil der International Championship for Manufacturers, einer Vorläuferserie der Rallye-Weltmeisterschaft.
Mittlerweile gibt es mit der Sestriere Storico eine Neuauflage mit historischen Fahrzeugen.

## Gesamtsieger
| Jahr | Fahrer                             | Fahrzeug             |
| ---- | ---------------------------------- | -------------------- |
| 1950 | Emilio Christillin / Sandro Fiorio | Lancia Aprilia       |
| 1951 | Luigi Villoresi / Alberto Ascari   | Lancia Aurelia       |
| 1952 | Gino Valenzano / Mario Poltronieri | Lancia Aurelia       |
| 1953 | Gerd Seibert / Alfred Bolz         | Citroën 15/6         |
| 1954 | Piero Valenzano / Sposetti         | Lancia Aurelia       |
| 1955 | Ferdinando Gatta / G. Mazzoni      | Lancia Aurelia       |
| 1956 | Walter Schock / R. Moll            | Mercedes-Benz 300 SL |
| 1957 | Piercarlo Borghesio / Bianchi      | Panhard Dyna X 86    |
| 1958 | Lanzo Cussini / Luigi Argenti      | Fiat Abarth Zagato   |
| 1959 | Castellina / Piero Frescobaldi     | Fiat Abarth          |